# Klappbrücke über die Königsberger Weichsel (Sztutowo)
Die Klappbrücke über die Königsberger Weichsel (polnisch Most zwodzony na Wiśle Królewieckiej) ist eine 1934 errichtete Klappbrücke in Sztutowo (deutsch Stutthof) in Polen. Sie führt die von der Woiwodschaftsstraße DW501 abzweigende Straße nach Groszkowo über die Wisła Królewiecka (Königsberger Weichsel).

## Geschichte
Bis zum Bau der Brücke führte an ihrer Stelle eine Fähre über die Königsberger Weichsel. Das Gebiet des Gebiet des Weichsel-Nogat-Deltas kam 1920 zur Freien Stadt Danzig. In den 1930er Jahren wurden dort einige Fähren durch Brücken ersetzt. Im Jahr 1933 wurden bei Fischerbabke bzw. „Helgoland“ die beiden Klappbrücken über die Elbinger und die Königsberger Weichsel erbaut. Der Brückenschlag bei Stutthof erfolgte ein Jahr später.
Unter der Nummer A-1551 erfolgte am 3. Juli 1995 der Eintrag der Brücke in das nationale Denkmalregister der Woiwodschaft Pommern.

## Beschreibung
Die Straßenbrücke ist ein Betonbauwerk, der bewegliche Mittelteil eine Stahlkonstruktion in Gitterbauweise. Bewegt wird die Brücke durch ein obenliegendes Gegengewicht.